# Acsmithia integrifolia
Acsmithia integrifolia là một loài thực vật có hoa trong họ Cunoniaceae. Loài này được (Pulle) Hoogland mô tả khoa học đầu tiên năm 1979.